# Боков, Владимир Анатольевич
Влади́мир Анато́льевич Бо́ков (20 июля 1927 года, дер. Бурнаши Романово-Борисоглебского уезда Ярославской губернии, — 25 июля 2021 года, г. Новосибирск, Российская Федерация) — советский хозяйственный, государственный и политический деятель.

## Биография
Родился 20 июля 1927 года в деревне Бурнаши Романово-Борисоглебского уезда Ярославской губернии. Член ВКП(б) с 1954 года.
С 1948 года — на хозяйственной, общественной и политической работе. С 1948 года — формовщик, заливщик, технолог, мастер, старший мастер завода, секретарь партийной организации завода, инструктор, заведующий отделом, первый секретарь Октябрьского райкома КПСС Омска, заместитель заведующего отделом партийных органов Омского обкома КПСС, секретарь парткома завода им. П. А. Баранова, первый секретарь Центрального райкома КПСС Омска, заведующий отделом легкой и пищевой промышленности, организационно-партийной работы Омского обкома КПСС, инструктор отдела организационно-партийной работы ЦК КПСС, второй секретарь Новосибирского обкома КПСС, председатель исполнительного комитета Новосибирского областного Совета народных депутатов, депутат Государственной Думы РФ первого созыва, председателеь Консультативного совета Новосибирского обкома КПРФ.
Избирался депутатом Верховного Совета РСФСР 10-го, 11-го созывов, народным депутатом России.

### Смерть
Умер 25 июля 2021 года в Новосибирске. Похоронен на Заельцовское кладбище (квартал 103).

## Награды
- Почётная Грамота Президиума Верховного Совета Российской Федерации (1993)[2].
- Памятный знак «За труд на благо города» (Новосибирск, 2013)[3]